# Suicide Club (phim)
Suicide Club, được biết đến ở Nhật Bản với tên Suicide Circle (tạm dịch: Câu lạc bộ tự sát; 自殺サークル, Jisatsu Sākuru) là một bộ phim kinh dị độc lập của Nhật Bản năm 2001 do Sion Sono viết kịch bản và đạo diễn. Bộ phim đi sâu vào việc khám phá làn sóng tự sát dường như không có mối liên hệ nào đang ập đến Nhật Bản và những nỗ lực của cảnh sát nhằm xác định lý do đằng sau làn sóng kỳ lạ đó.
Ở thời điểm ra mắt, Suicide Club đã gây được tiếng vang lớn tại các liên hoan phim trên thế giới nhờ chủ đề gây tranh cãi, cách diễn đạt câu chuyện và những cảnh phim ghê rợn. Bộ phim cũng phát triển một sự sùng bái đáng kể từ người hâm mộ sau nhiều năm kể từ thời điểm phát hành và giành được Giải thưởng của Ban giám khảo cho "Bộ phim đột phá nhất" tại Liên hoan phim Fantasia vào năm 2003.

## Cốt truyện
Thời gian của bộ phim diễn ra trong sáu ngày, bắt đầu với tiết mục trình diễn của một nhóm nhạc pop hư cấu "Dessart", trong đó họ đang biểu diễn bài hát J-Pop có tựa đề "Mail Me".
Tại Tokyo vào ngày 26 tháng 5, 54 nữ sinh đã tự sát hàng loạt bằng cách nhảy xuống đường ray trước một đoàn tàu đang chạy tới. Ngay sau đó, hai y tá trong cùng một bệnh viện cũng tự tử bằng cách nhảy qua cửa sổ. Tại cả hai địa điểm, người ta tìm thấy các cuộn da, với phần da trong cuộn trùng khớp với phần da được lấy ra từ xác những nạn nhân trên. Ba thám tử - Kuroda (Ryō Ishibashi), Shibusawa (Masatoshi Nagase) và Murata (Akaji Maro) đã được một hacker an ninh tên Kiyoko (Yoko Kamon) thông báo về mối liên hệ giữa các vụ tự tử và một trang web bí ẩn hiển thị số vụ tự tử dưới các chấm màu đỏ và mục tiêu là các chấm màu trắng.
Vào ngày 28 tháng 5, một nhóm học sinh tại trường trung học nhảy từ tầng thượng xuống tự sát trong bữa ăn trưa nhằm lan truyền độ phổ biến của Câu lạc bộ tự sát ("Suicide Club") ra rộng thành phố. Đến ngày 29 tháng 5, sự bùng nổ của làn sóng tự sát đã lan rộng khắp Nhật Bản. Một cô gái trẻ tên Mitsuko đang trên đường về nhà thì bị bạn trai của mình, Masa, tự tử từ trên cao rơi trúng người và anh đã chết sau đó. Mitsuko được đưa đến đồn cảnh sát để thẩm vấn, tại đây cảnh sát khám xét và đã phát hiện ra cô có một hình xăm con bướm.
Trong ngày 30 tháng 5, cảnh sát nhận được cuộc gọi từ một cậu bé cảnh báo rằng vào buổi tối lúc 7h30, một vụ tự sát hàng loạt khác sẽ diễn ra tại cùng một sân ga. Các thám tử sau đó đã tổ chức một cuộc vây bắt để ngăn chặn sự kiện nhưng đã không có điều gì xảy ra. Trong khi đó, các vụ tự sát cá nhân và nhóm quy mô nhỏ vẫn tiếp tục diễn ra trên khắp Nhật Bản, cướp đi sinh mạng của nhiều người, bao gồm cả gia đình của Kuroda. Kuroda sau đó đã nhận được một cuộc gọi bí ẩn từ cậu bé trước đó và tự bắn mình chết.
Cùng lúc đó, Kiyoko bị bắt bởi nhóm đàn ông do một người có tên là Genesis cầm đầu, đưa đến nơi ẩn náu tại một sân chơi bowling nhỏ dưới lòng đất, nơi hắn cư trú cùng bốn thành viên khác trong nhóm nhạc rock "glam-rock". Trong khi cô bị bắt, Genesis đã biểu diễn một bài hát lúc cô gái trong chiếc bao tải màu trắng bị hãm hiếp và giết chết một cách dã man ngay trước mặt hắn. Sau đó, Kiyoko nhân lúc các thành viên nhóm nhạc lơ là đã gửi e-mail cho các nhà chức trách thông tin về Genesis. Vào ngày 31 tháng 5, cảnh sát bắt giữ Genesis và người ta cho rằng thủ lĩnh của "Câu lạc bộ tự sát" đã bị bắt.
Vào ngày 1 tháng 6, Mitsuko đến nhà bạn trai để trả lại mũ bảo hiểm của anh, sau đó cô vào phòng ngủ riêng và thấy áp phích của nhóm nhạc "Dessart" trên tường, đồng thời cô cũng nhận ra một số kí hiệu trên ảnh tương ứng với các chữ cái trên bàn phím điện thoại nối lại thành từ "tự sát" ("suicide"). Một cậu bé sau đó đã bất ngờ gọi điện cho cô và nói rằng không có sự tồn tại của "Câu lạc bộ tự sát" cũng như mời cô đến một buổi hòa nhạc bí mật.
Ngày hôm sau (tức 2 tháng 6), Mitsuko đã lẻn vào khu vực hậu trường của buổi hòa nhạc và lạc ra sân khấu, tại đó cô nhìn thấy một nhóm trẻ em dưới khán đài liên tục đặt câu hỏi cho cô. Câu trả lời của Mitsuko sau đó đã gây ấn tượng với lũ trẻ nên chúng đưa cô đến một căn phòng nơi da cô bị cạo sạch; đó là nơi có hình xăm con bướm.
Bộ phim kết thúc với cảnh một cuộn da khác xuất hiện trước mặt cảnh sát, và thám tử Shibusawa nhận ra dải da có hình xăm của Mitsuko. Tối hôm đó, anh đã nhìn thấy Mitsuko ở ga xe lửa và nắm lấy tay cô kéo đi nhưng cô lại dứt ra và tiến đến trước vạch vàng. Cô nhìn chằm chằm vào Shibusawa khi tàu vào ga, và một lần nữa sau khi lên tàu. Khi chuyến tàu khởi hành, đoạn credit kết thúc bắt đầu, trong đó nhóm "Dessart" đã tuyên bố tan rã và bày tỏ sự cảm kích đối với sự ủng hộ của người hâm mộ trước khi biểu diễn bài hát cuối cùng, "Live as You Please".

## Diễn viên
- Ryō Ishibashi trong vai Thám tử Kuroda
- Masatoshi Nagase trong vai Thám tử Shibusawa
- Akaji Maro trong vai Thám tử Murata
- Saya Hagiwara trong vai Mitsuko
- Yoko Kamon trong vai Kiyoko/Kōmori-The Bat
- Rolly trong vai Muneo "Genesis" Suzuki
- Hideo Sako trong vai Thám tử Hagitani
- Takashi Nomura trong vai Nhân viên bảo vệ Jiro Suzuki
- Tamao Satō trong vai Y tá Yoko Kawaguchi
- Mai Hōshō trong vai Y tá Atsuko Sawada
- Kimiko Yo trong vai Kiyomi Kuroda
- Mika Kikuchi trong vai Sakura Kuroda
- So Matsumoto trong vai Toru Kuroda

## Đánh giá từ giới phê bình
Trang web tổng hợp phê bình Rotten Tomatoes cho kết quả đánh giá là 57% dựa trên 7 bài phê bình. Jonathan Regehr của Screen Anarchy thì cho điểm bộ phim 6/10, gọi nó là "một bộ phim không cân bằng". Dai Green của HorrorNews.net đã viết rằng bộ phim "có thể không gây ấn tượng hoàn toàn cho lần xem đầu tiên, nhưng chắc chắn nó sẽ để lại sự ám ảnh". Virginie Sélavy của Tạp chí Electric Sheep cũng nói rằng "Suicide Club là một bộ phim "lộn xộn" và Sion Sono đáng bị chỉ trích vì không thể hiện được sự châm biếm của ông về văn hóa đại chúng và các lối sống xã hội đủ rõ ràng. Nhưng sự mơ hồ của bộ phim lại chính là điều khiến nó trở nên thú vị".

## Tiền truyện
Vào đầu năm 2006, một phần tiền truyện của bộ phim, Noriko's Dinner Table (tạm dịch: Bàn ăn tối của Noriko; Noriko no Shokutaku) đã được phát hành, mô tả các sự kiện từ trước và sau diễn biến của Suicide Club cũng như cung cấp cái nhìn sâu sắc hơn về chủ đề của phần phim gốc.

## Ấn phẩm

### Tiểu thuyết
Cuốn tiểu thuyết Jisatsu Saakuru: Kanzenban (自殺 サ ー ク ル 完全 版, tạm dịch: Vòng tròn tự sát: Phiên bản hoàn chỉnh) đã được viết và xuất bản bởi Sion Sono vào tháng 4 năm 2002, trong đó đề cập đến cả hai chủ đề của Suicide Club và Noriko's Dinner Table, từ đó đưa hai câu chuyện thêm phần liên kết với nhau hơn.

### Manga
Một bộ manga cùng tên được viết bởi Usamaru Furuya đã xuất bản cùng thời điểm phát hành DVD tiếng Nhật của phim. Mặc dù ý định của Furuya ban đầu là tái hiện một cách sâu sát cốt truyện của bộ phim, tuy nhiên sau đó Sono đã yêu cầu anh viết lại câu chuyện của riêng mình. Do đó, bản manga của bộ phim có nội dung đơn giản và dễ hiểu hơn nhiều so với phim gốc và sự phát triển trong tâm lý nhân vật cũng rõ ràng hơn, trong đó tuy cùng đề cập đến cảnh mở đầu là 54 nữ sinh tự tử nhưng ở bản manga đã có một người sống sót còn lại là Saya Kota, người bạn thân nhất của Kiyoko.